# 中村歌昇 (2代目)
二代目 中村 歌昇（にだいめ なかむら かしょう、1925年（大正14年）7月15日 - 1973年（昭和48年）7月20日）は、歌舞伎役者。屋号は播磨屋。定紋は揚羽蝶、替紋は蔓片喰。
持病の悪化のため歌舞伎役者を廃業、本名の小川 貴智雄（おがわ きちお）として脚本家・映画監督に転じた。没後8年目の1981年（昭和56年）に長男の五代目中村歌六から四代目 中村歌六（よだいめ なかむら かろく）を追贈された。

## 歌舞伎役者として
三代目中村時蔵の長男。三代目中村種太郎の名で1936年（昭和11年）5月初舞台。1951年（昭和26年） に、二代目中村又五郎らと梨苑会を結成し、元禄歌舞伎の復活上演など野心的な舞台活動を行う。
1953年（昭和28年）4月歌舞伎座で二代目中村歌昇を襲名。
しかし、幼少時から患った病気のため、志半ばで役者を廃業した。

## 制作者として
持病の悪化で歌舞伎役者を引退、本名の小川貴智雄として、まだ草創期ともいえるテレビ制作に携わることとなる。シナリオ作家（脚本家）や監督として活躍し、脚本では『女は同じ物語』（1960年、フジテレビ）、『竹千代と母』（1970年、日本テレビ）などを手掛けた。
映画監督・演出家としては『白馬の剣士』（1964年、東京放送）、特別機動捜査隊（NETテレビ、東映）を手掛けている。
また、映画・演劇俳優に転じた弟、中村錦之助の公演のために『殿さま弥次喜多』などの脚本を書くほか、古巣であった歌舞伎にも力を貸しており、1964年7月の父・三代目時蔵の追善興行には故人の当たり芸を集めた『偲草姿錦絵』を構成している。

## 死後
1973年、48歳で死去。死から8年経った1981年、長男の四代目中村米吉が、五代目中村歌六を襲名するにあたり、四代目中村歌六を追贈された。